# Tourisme au Cap-Vert

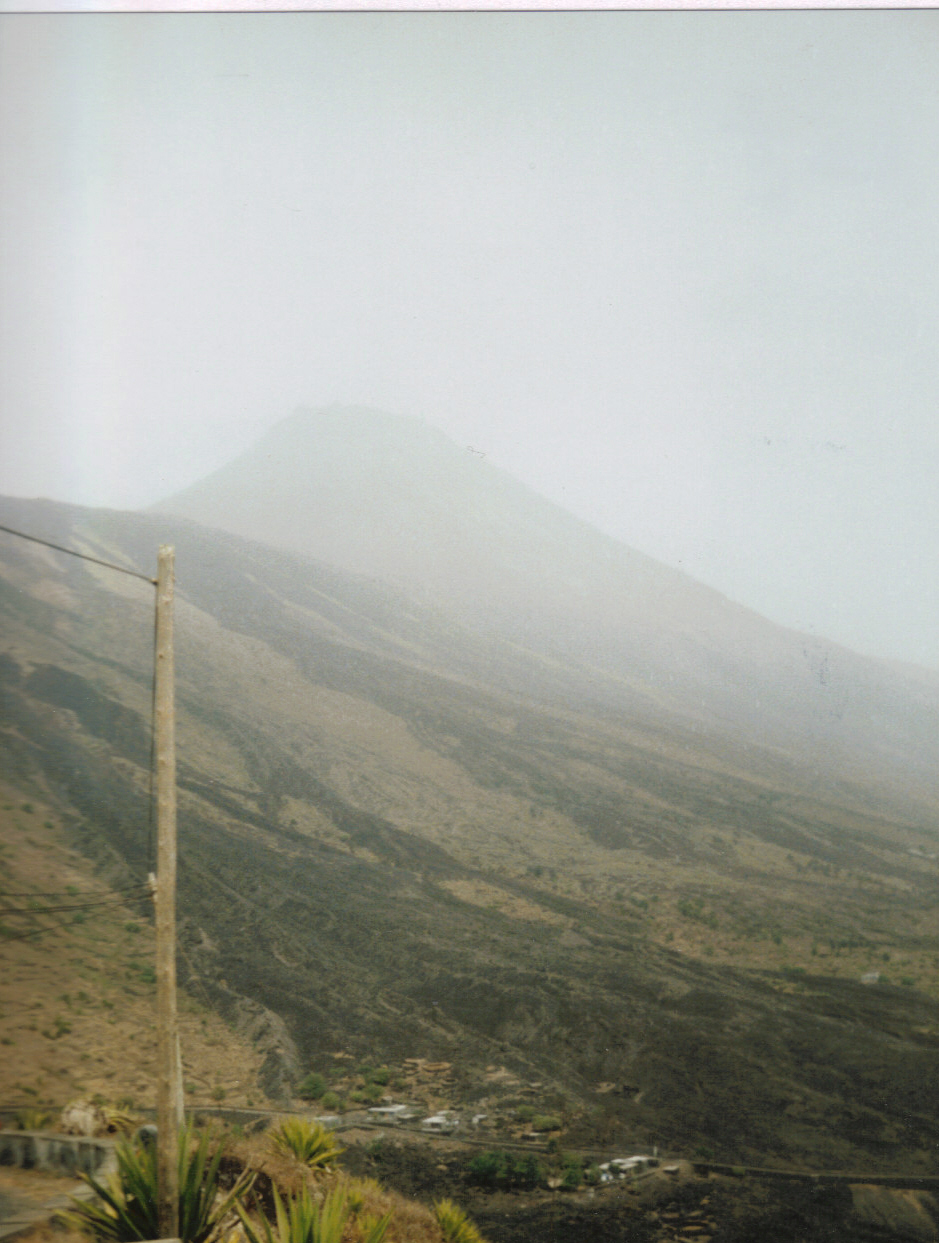
L'écotourisme se développe autour du volcan Pico do Fogo sur Fogo.

Le tourisme au Cap-Vert est un secteur d'activité de l'économie du pays.
Au Cap-Vert, groupe d'îles au large des côtes du Sénégal, en Afrique de l'Ouest, le développement du tourisme commence dans les années 1970 sur l'île de Sal et augmente lentement dans les années 1980 et 1990. 

## Aperçu

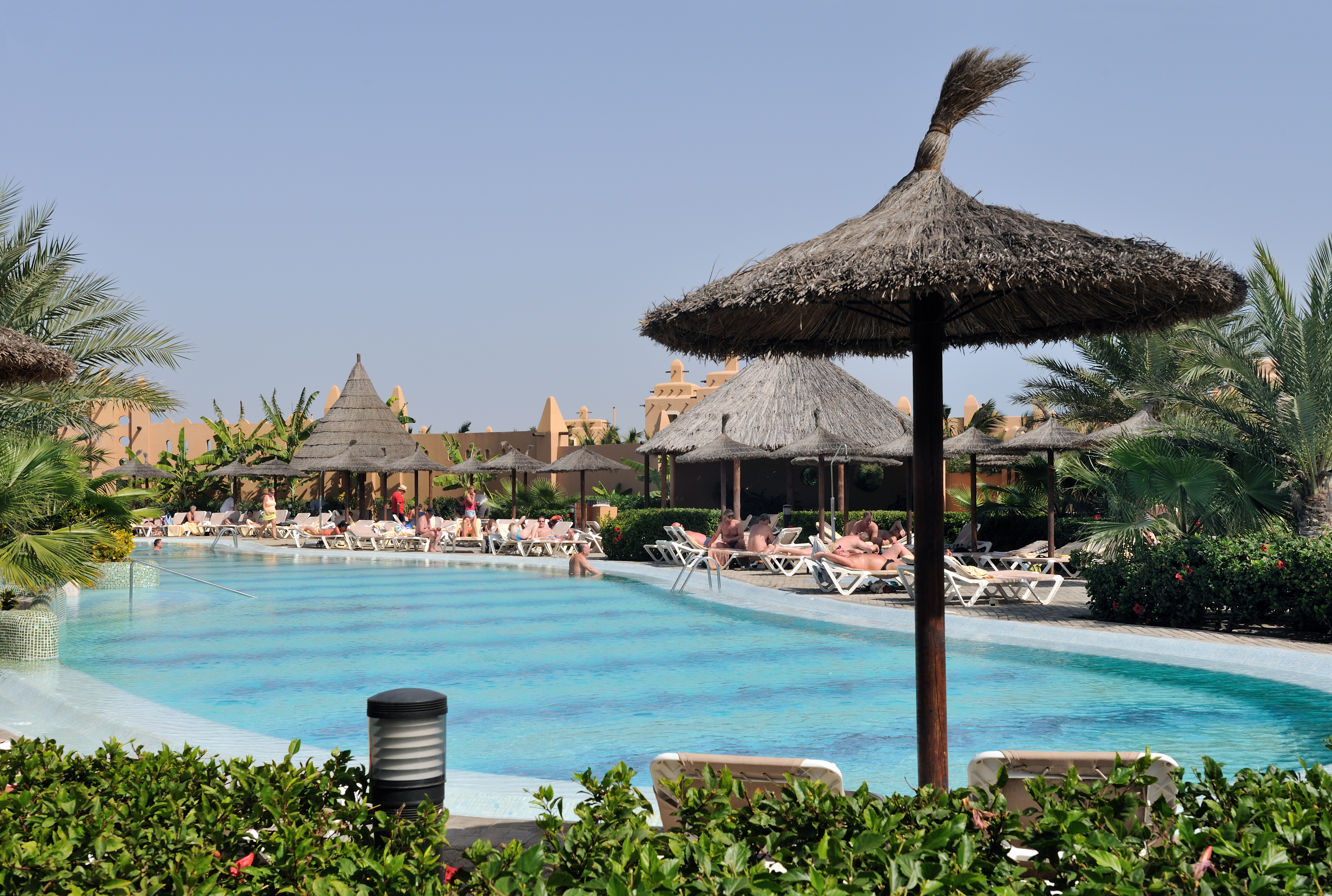
Un complexe à Sal

En 2000, le tourisme a rapporté 41 millions de dollars américains à l'économie du pays. Le nombre de touristes est passé d'environ 45 000 en 1997 à plus de 115 000 en 2001 et à plus de 765 000 en 2018 selon le bureau des statistiques du Cap-Vert[réf. nécessaire]. La plupart de ces arrivées internationales provenaient du Royaume-Uni (23,6 %), d'Allemagne (11,2 %), des Pays-Bas ou de Belgique, du Portugal et d'Italie. Moins d'un pour cent des touristes venaient des États-Unis. La grande majorité des touristes visitent les îles relativement plates et moins peuplées de Sal, Boa Vista, et Maio, avec leurs plages de sable.
Les îles du Cap-Vert offrent un climat agréable pendant la majeure partie de l'année avec environ 350 jours de soleil, et certaines d'entre elles offrent également un paysage de montagne impressionnant.  La plongée, la planche à voile, la voile et la randonnée sont à la disposition des touristes. L'écotourisme commence à se développer sur les îles de São Nicolau, Santiago et Boa Vista. Un tourisme culturel est lui aussi en cours d'implantation dans le pays, s'appuyant notamment sur la ville de Cidade Velha sur l'île de Santiago, déclarée site du patrimoine mondial par l'UNESCO en 1997, mais le tourisme culturel n'est pas particulièrement promu jusqu'à présent, bien que cela tende à changer.
Le Cap-Vert exige la possession d'un visa pour les touristes de la plupart des pays du monde. Une loi de facilitation des visas pour les citoyens de l'Union européenne, les citoyens des États-Unis et du Canada, entre en vigueur le 1er janvier 2019,,.

## Statistiques
En 2015, la plupart des clients des établissements d'hébergement touristique étaient issus des pays de résidence suivants :
| Rang | Pays                      | Nombre  |
| ---- | ------------------------- | ------- |
| 1    | Royaume-Uni               | 126 685 |
| 2    | Allemagne                 | 76 451  |
| 3    | Portugal                  | 61 979  |
| 4    | Belgique et Pays-Bas      | 60 473  |
| 5    | France                    | 56 458  |
| 6    | Italie                    | 27 086  |
| 7    | Espagne                   | 9 412   |
| 8    | Suisse                    | 5 450   |
| 9    | États-Unis                | 4 282   |
| 10   | Autriche                  | 2 351   |
|      | Autres pays               | 88 863  |
|      | Nombre total de visiteurs | 569 387 |

## Lecture complémentaire
- (en) Cape Verde Islands Pocket Guide, Berlitz, 1er août 2015, 144 p. (ISBN 978-1-780-04821-5)